# Seznam hokejistov Kansas City Scouts
Seznam hokejistov, ki so zaigrali za moštvo Kansas City Scouts v ligi NHL. Seznam vključuje igralce, ki so nastopili vsaj na eni tekmi v rednem delu. 
Stolpec s sezono navaja prvo leto sezone, v kateri je igralec igral prvo tekmo v moštvu in zadnje leto sezone, v kateri je igralec igral zadnjo tekmo v moštvu.

## Legenda
Igralec je bil sprejet v Hokejski hram slavnih lige NHL
Za pojasnitev kratic v tabeli glej članek Statistika pri hokeju na ledu.

## Vratarji
|                |        | Sezone    | Redni del | Redni del | Redni del | Redni del | Redni del | Redni del | Redni del | Končnica | Končnica | Končnica | Končnica | Končnica | Končnica | Opombe |
| OT             | Z      | Sezone    | P         | R         | SO        | GAA       | %         | OT        | Z         | P        | SO       | GAA      | %        |          |          | Opombe |
| -------------- | ------ | --------- | --------- | --------- | --------- | --------- | --------- | --------- | --------- | -------- | -------- | -------- | -------- | -------- | -------- | ------ |
| Herron, Denis  | Kanada | 1974–1976 | 86        | 15        | 52        | 15        | 0         | 3.95      | —         | —        | —        | —        | —        | —        | —        |        |
| McDuffe, Peter | Kanada | 1974–1975 | 36        | 7         | 25        | 4         | 0         | 4.23      | —         | —        | —        | —        | —        | —        | —        |        |
| McKenzie, Bill | Kanada | 1975–1976 | 22        | 1         | 16        | 1         | 0         | 5.20      | —         | —        | —        | —        | —        | —        | —        |        |
| Oleschuk, Bill | Kanada | 1975–1976 | 1         | 0         | 1         | 0         | 0         | 4.00      | —         | —        | —        | —        | —        | —        | —        |        |
| Plasse, Michel | Kanada | 1974–1975 | 24        | 4         | 16        | 3         | 0         | 4.06      | —         | —        | —        | —        | —        | —        | —        |        |

## Drsalci
|                   |                         | Položaj | Sezone    | Redni del | Redni del | Redni del | Redni del | Redni del | Končnica | Končnica | Končnica | Končnica | Končnica | Opombe |
| OT                | G                       | Položaj | Sezone    | P         | TOČ       | KM        | OT        | G         | P        | TOČ      | KM       |          |          | Opombe |
| ----------------- | ----------------------- | ------- | --------- | --------- | --------- | --------- | --------- | --------- | -------- | -------- | -------- | -------- | -------- | ------ |
| Arnason, Chuck    | Kanada                  | RW      | 1975–1976 | 39        | 14        | 10        | 24        | 21        | —        | —        | —        | —        | —        |        |
| Baumgartner, Mike | Združene države Amerike | D       | 1974–1975 | 17        | 0         | 0         | 0         | 0         | —        | —        | —        | —        | —        |        |
| Bergman, Gary     | Kanada                  | D       | 1975–1976 | 75        | 5         | 33        | 38        | 82        | —        | —        | —        | —        | —        |        |
| Boland, Mike      | Kanada                  | D       | 1974–1975 | 1         | 0         | 0         | 0         | 0         | —        | —        | —        | —        | —        |        |
| Boucha, Henry     | Združene države Amerike | C       | 1974–1976 | 28        | 4         | 7         | 11        | 14        | —        | —        | —        | —        | —        |        |
| Buhr, Doug        | Kanada                  | LW      | 1974–1975 | 6         | 0         | 2         | 2         | 4         | —        | —        | —        | —        | —        |        |
| Burdon, Glen      | Kanada                  | D       | 1974–1975 | 11        | 0         | 2         | 2         | 0         | —        | —        | —        | —        | —        |        |
| Burns, Robin      | Kanada                  | LW      | 1974–1976 | 149       | 31        | 33        | 64        | 107       | —        | —        | —        | —        | —        |        |
| Cairns, Don       | Kanada                  | LW      | 1975–1976 | 7         | 0         | 0         | 0         | 0         | —        | —        | —        | —        | —        |        |
| Charron, Guy      | Kanada                  | C       | 1974–1976 | 129       | 40        | 73        | 113       | 33        | —        | —        | —        | —        | —        |        |
| Coalter, Gary     | Kanada                  | C       | 1974–1975 | 30        | 2         | 4         | 6         | 2         | —        | —        | —        | —        | —        |        |
| Crashley, Bart    | Kanada                  | D       | 1974–1975 | 27        | 3         | 6         | 9         | 10        | —        | —        | —        | —        | —        |        |
| Croteau, Gary     | Kanada                  | LW      | 1974–1976 | 156       | 27        | 25        | 52        | 28        | —        | —        | —        | —        | —        |        |
| Deadmarsh, Butch  | Kanada                  | LW      | 1974–1975 | 20        | 3         | 2         | 5         | 19        | —        | —        | —        | —        | —        |        |
| Dube, Norm        | Kanada                  | LW      | 1974–1976 | 57        | 8         | 10        | 18        | 54        | —        | —        | —        | —        | —        |        |
| Dupere, Denis     | Kanada                  | LW      | 1975–1976 | 43        | 6         | 8         | 14        | 16        | —        | —        | —        | —        | —        |        |
| Durbano, Steve    | Kanada                  | D       | 1975–1976 | 37        | 1         | 11        | 12        | 209       | —        | —        | —        | —        | —        |        |
| Evans, Chris      | Kanada                  | D       | 1974–1975 | 2         | 0         | 2         | 2         | 2         | —        | —        | —        | —        | —        |        |
| Gagnon, Germain   | Kanada                  | LW      | 1975–1976 | 31        | 1         | 9         | 10        | 6         | —        | —        | —        | —        | —        |        |
| Gilbert, Ed       | Kanada                  | C       | 1974–1976 | 121       | 20        | 30        | 50        | 22        | —        | —        | —        | —        | —        |        |
| Giroux, Larry     | Kanada                  | D       | 1974–1975 | 21        | 0         | 6         | 6         | 24        | —        | —        | —        | —        | —        |        |
| Harvey, Fred      | Kanada                  | RW      | 1975–1976 | 39        | 5         | 12        | 17        | 6         | —        | —        | —        | —        | —        |        |
| Harvey, Hugh      | Kanada                  | LW      | 1974–1976 | 18        | 1         | 1         | 2         | 4         | —        | —        | —        | —        | —        |        |
| Horbul, Doug      | Kanada                  | LW      | 1974–1975 | 4         | 1         | 0         | 1         | 2         | —        | —        | —        | —        | —        |        |
| Houde, Claude     | Kanada                  | D       | 1974–1976 | 59        | 3         | 6         | 9         | 40        | —        | —        | —        | —        | —        |        |
| Hudson, Dave      | Kanada                  | C       | 1974–1976 | 144       | 20        | 52        | 72        | 39        | —        | —        | —        | —        | —        |        |
| Hughes, Brent     | Kanada                  | D       | 1974–1975 | 66        | 1         | 18        | 19        | 43        | —        | —        | —        | —        | —        |        |
| Johnston, Larry   | Kanada                  | D       | 1974–1976 | 86        | 2         | 17        | 19        | 122       | —        | —        | —        | —        | —        |        |
| Lagace, Jean-Guy  | Kanada                  | D       | 1974–1976 | 88        | 5         | 19        | 24        | 130       | —        | —        | —        | —        | —        |        |
| Lefley, Bryan     | Kanada                  | D       | 1974–1975 | 29        | 0         | 3         | 3         | 6         | —        | —        | —        | —        | —        |        |
| Lehvonen, Jank    | Kanada                  | D       | 1974–1975 | 4         | 0         | 0         | 0         | 0         | —        | —        | —        | —        | —        |        |
| Lemelin, Roger    | Kanada                  | D       | 1974–1976 | 19        | 0         | 1         | 1         | 6         | —        | —        | —        | —        | —        |        |
| Lemieux, Richard  | Kanada                  | C       | 1974–1976 | 81        | 10        | 20        | 30        | 64        | —        | —        | —        | —        | —        |        |
| McDonald, Terry   | Kanada                  | D       | 1975–1976 | 8         | 0         | 1         | 1         | 6         | —        | —        | —        | —        | —        |        |
| McElmury, Jim     | Združene države Amerike | D       | 1974–1976 | 116       | 7         | 23        | 30        | 31        | —        | —        | —        | —        | —        |        |
| Murray, Ken       | Kanada                  | D       | 1974–1976 | 31        | 0         | 4         | 4         | 38        | —        | —        | —        | —        | —        |        |
| Nolet, Simon      | Kanada                  | RW      | 1974–1976 | 113       | 36        | 47        | 83        | 46        | —        | —        | —        | —        | —        |        |
| Paiement, Wilf    | Kanada                  | RW      | 1974–1976 | 135       | 47        | 35        | 82        | 222       | —        | —        | —        | —        | —        |        |
| Patrick, Craig    | Združene države Amerike | C       | 1975–1976 | 80        | 17        | 18        | 35        | 14        | —        | —        | —        | —        | —        |        |
| Patterson, Dennis | Kanada                  | D       | 1974–1976 | 135       | 6         | 21        | 27        | 67        | —        | —        | —        | —        | —        |        |
| Powis, Lynn       | Kanada                  | C       | 1974–1975 | 73        | 11        | 20        | 31        | 19        | —        | —        | —        | —        | —        |        |
| Roberto, Phil     | Kanada                  | RW      | 1975–1976 | 37        | 7         | 15        | 22        | 42        | —        | —        | —        | —        | —        |        |
| Rota, Randy       | Kanada                  | LW      | 1974–1976 | 151       | 27        | 32        | 59        | 44        | —        | —        | —        | —        | —        |        |
| Snell, Ted        | Kanada                  | RW      | 1974–1975 | 29        | 3         | 2         | 5         | 8         | —        | —        | —        | —        | —        |        |
| Wright, John      | Kanada                  | C       | 1974–1975 | 4         | 0         | 0         | 0         | 2         | —        | —        | —        | —        | —        |        |